# Acacia desertorum
Acacia desertorum är en ärtväxtart som beskrevs av Joseph Henry Maiden och Blakeley. Acacia desertorum ingår i släktet akacior, och familjen ärtväxter.

## Underarter
Arten delas in i följande underarter:
- A. d. desertorum
- A. d. nudipes